# Oyten
Oyten is een plaats in de Duitse deelstaat Nedersaksen, gelegen in de Landkreis Verden. De gemeente telt 16.030 inwoners.

## Delen van de gemeente
- Bassen (3318), in het oosten van de gemeente
- Bockhorst (1037), ten oost-zuidoosten van Sagehorn, met de iets meer oostelijk gelegen buurten Am Mühlengraben en Bockhorster Mühlentor
- Meyerdamm (508), iets ten noorden van Oyterdamm
- Oyten-Nord (2483)
- Oyten-Süd (5702) incl. Oyterthünen
- Oyterdamm (248), ten westen van Oyten
- Sagehorn (1773), in het uiterste noorden van de gemeente
- Schaphusen (533), direct ten noordoosten van het industrieterrein van Oyten

Tussen haakjes het aantal inwoners. Gemeentetotaal: 15.602 personen. Bron:  (website gemeente Oyten). Peildatum 30 juni 2016.
Genoemde dorpen fuseerden in 1963 tot de gemeente Oyten; Bassen werd echter pas bij de gemeentelijke herindeling van 1972 bij Oyten gevoegd.

## Ligging en infrastructuur
Oyten ligt in een vlak, venig gebied. Het landschap wordt van origine gekenmerkt door percelen weiland, die door houtwallen zijn omgeven, afgewisseld door vaak vochtige bossen. De hier alleen voor kano's en kleine roeibootjes bevaarbare rivier de Wümme loopt door het noorden van het gemeentegebied. Het gebied rondom de Wümme is hier grotendeels natuurreservaat en maakt deel uit van een voor het grootste deel in Ottersberg gelegen wetland-gebied (Wümme-Niederungen).

### Naburige gemeentes
De gemeente ligt ten oosten van Bremen. Het westelijke buurdorp Osterholz behoort reeds tot de deelstaat Bremen.
Andere naburige gemeentes zijn onder andere:
- Ottersberg en het kunstenaarsdorp Fischerhude in het noorden
- Hellwege in het oosten
- Achim in het zuiden
- Uphusen, gemeente Achim, in het zuidwesten
- Langwedel, Verden en Kirchlinteln in het zuidoosten.

### Wegverkeer
In het uiterste westen van de gemeente ligt het Autobahnknooppunt Bremer Kreuz. Op dit klaverbladknooppunt kruisen de A 1 en de A 27 elkaar. Ten oosten hiervan ligt afrit 52 van de A 1 in Oyten zelf; op de A 27 liggen de afritten 21 (Bremen Sebaldsbrück, ten westen van Oyterdamm) en 23 (Achim-Nord, ten zuiden van Embsen en verderop Oyten) ook dichtbij  Oyten.

### Openbaar vervoer
Diverse spoorlijnen waaieren van Bremen uit langsheen de gemeente in noord- tot zuidoostelijke richting. Het ten noorden van Oyten gelegen dorp Sagehorn heeft een station aan de goederenspoorlijn Weyhe-Sagehorn en de ook door passagierstreinen bereden spoorlijn Wanne-Eickel - Hamburg. Dit Station Sagehorn, dat in december 2021 vernieuwd en 800 meter in westelijke richting verplaatst werd, wordt verder bediend door een -niet zeer frequent rijdende- belbus Ottersberg - Fischerhude - Station Sagehorn - Sagehorn-dorp - Oyten v.v.
In Oyten is een klein busstation; bussen rijden in alle richtingen, maar in de meeste gevallen alleen als schoolbus. Van en naar de stad Bremen rijden vaker bussen, incidenteel zelfs 's nachts.

## Economie
Een groot bedrijventerrein, waar overwegend lokaal en regionaal midden- en kleinbedrijf is gevestigd, bevindt zich aan de oostrand van Oyten, dichtbij afrit 52 van de A1. Verhoudingsgewijs belangrijk zijn de logistieke sector (o.a. transport- en opslagbedrijven, distributiecentra) en de metaalsector (kleine fabrieken van machines en -onderdelen).
In het zuidwesten van de gemeente, direct ten westen van het Bremer Kreuz, bevindt zich ook een groot industrieterrein. Driekwart hiervan ligt op Bremer grondgebied, en één kwart binnen de gemeente Oyten.
In de gemeente wonen betrekkelijk veel woonforensen, die een werkkring in het naburige Bremen hebben.

## Geschiedenis
De meeste dorpen in de gemeente Oyten ontstonden in de middeleeuwen rondom kerkjes. Oyten wordt in 1204 voor het eerst in een document vermeld. Het gebied was lange tijd onderhorig aan Achim.
Na de Reformatie van de 16e eeuw gingen de meeste inwoners van Oyten tot het evangelisch-lutherse geloof over. Nog in juni 2016 was 45,2 % van de bevolking der gemeente Oyten evangelisch-luthers,  tegen slechts 7,5 % rooms-katholiek. De overige 47,3 % behoorden tot een ander, of geen enkele, godsdienstige gezindte.
In de 19e eeuw kwam het gebied aan het Koninkrijk Hannover, en vanaf 1866 aan  het Koninkrijk Pruisen. In 1871 ging dit op in het Duitse Keizerrijk.
Ten tijde van Adolf Hitlers Derde Rijk was er bij Oythe een aantal stellingen van FLAK-luchtafweergeschut gevestigd. In april 1945, aan het eind van de Tweede Wereldoorlog, konden de geallieerden het gebied pas na een dag van zware gevechten veroveren. Er zijn verder geen historische feiten van meer dan plaatselijk belang overgeleverd.

## Bezienswaardigheden, recreatie
Ten westen en zuidwesten van Oyten en het Ortsteil Oytherthünen ligt een gebied met veel bos. Tussen Oytherthünen en het Bremer Kreuz is hier een recreatiegebied ontwikkeld rondom het meertje Oyter See. Aan de oostkant van dit 23 hectare grote meer bevindt zich een grote camping.

## Afbeeldingen

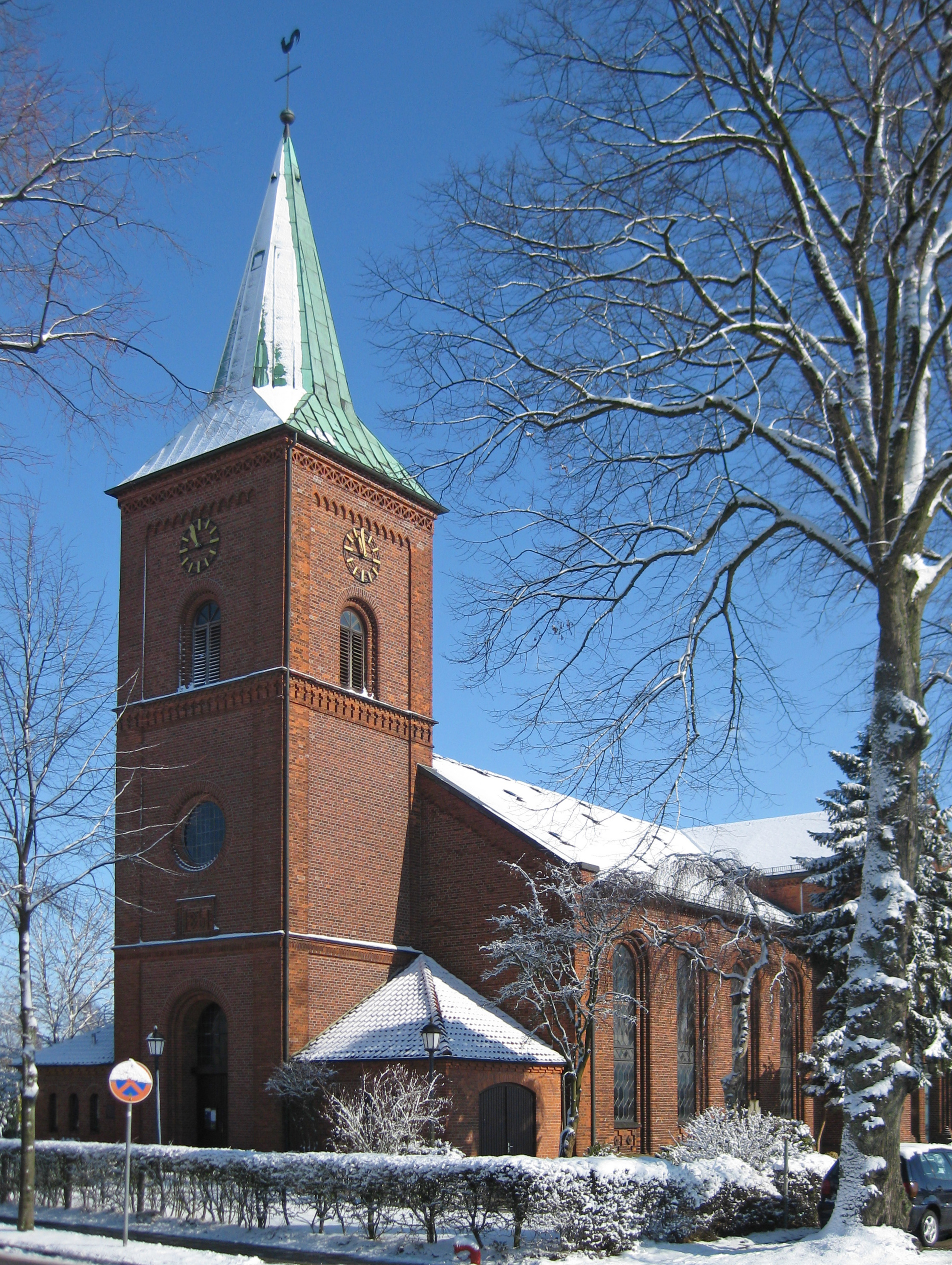
Evang.-lutherse Sint-Pieterskerk, Oyten (1862)

## Trivia
Met de plaats Dunapataj in Hongarije bestaat sedert 2004 een jumelage.
- Gemeinsame Normdatei: 4075788-2
- Library of Congress Control Number: no98101070
- MusicBrainz: 96c98838-da26-41e3-b738-5a6469f63ed5
- Nationale Bibliotheek van Israël: 987007537934505171
- Virtual International Authority File: 128160987

Achim · 
Blender · 
Dörverden · 
Emtinghausen · 
Kirchlinteln · 
Langwedel · 
Ottersberg · 
Oyten · 
Riede · 
Thedinghausen · 
Verden